# 박식가

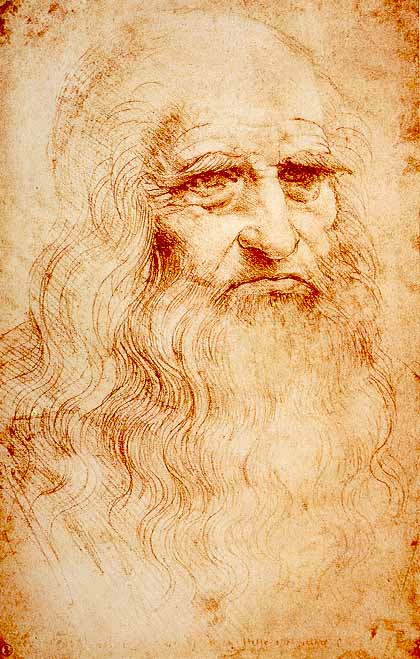
레오나르도 다 빈치는 "르네상스형 인간"으로 간주되며, 가장 널리 알려진 박식가 중 한 사람이다.

박식가(博識家, 그리스어: πολυμαθής, polymathēs, "많은 배움을 가짐") 또는 만능인(라틴어: homo universalis 호모 우니베르살리스[*], 영어: universal man), 르네상스적 인간(Renaissance man)은 뛰어난 재능을 지닌 사람으로, 여러 분야에 걸쳐 폭넓게 전문적 지식을 갖고 있다. 쉽게 말하면, 매우 많이 아는 사람을 뜻한다. 고대 과학자의 거의 대부분은 오늘날 기준으로 보면 박식가이었다.

## 주요 목록
역사적으로 박식가에 해당되었던 인물은 다음과 같다.
- 고트프리트 빌헬름 라이프니츠
- 레오나르도 다 빈치
- 요한 볼프강 폰 괴테
- 벤저민 프랭클린
- 찰스 샌더스 퍼스
- 니콜라우스 코페르니쿠스
- 르네 데카르트
- 아리스토텔레스
- 아르키메데스
- 블레즈 파스칼
- 아이작 뉴턴
- 토머스 에디슨
- 버트런드 러셀
- 토머스 제퍼슨

## 같이 보기
- 전문가